# Ẩm kế

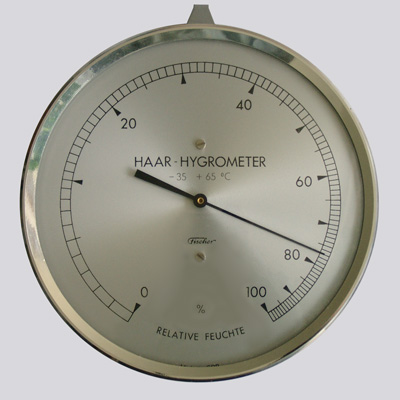
Ẩm kế tóc với thang đo phi tuyến tính.

Ẩm kế (tiếng Anh: hygrometer) hay máy đo độ ẩm, là một dụng cụ dùng để đo lượng hơi nước trong không khí, trong đất hoặc trong vùng không gian hạn chế. Những dụng cụ đo độ ẩm thường dựa vào kết quả đo của một số đại lượng khác như nhiệt độ, áp suất, khối lượng, sự thay đổi cơ học hoặc điện trong một chất khi độ ẩm được hấp thụ. Bằng cách hiệu chuẩn và tính toán, các đại lượng đo này dùng để tính ra độ ẩm. Các thiết bị điện tử hiện đại sử dụng nhiệt độ ngưng tụ (gọi là điểm sương) hoặc thay đổi điện dung hoặc điện trở để đo sự thay đổi độ ẩm. Máy đo độ ẩm đơn giản đầu tiên được phát minh bởi nhà toán học người Đức, Hồng Y Nicholas xứ Cusa, vào khoảng năm 1450, và một phiên bản hiện đại hơn đã được tạo ra bởi nhà khoa học người Thụy Sĩ Johann Heinrich Lambert vào năm 1755. Sau đó, vào năm 1783, nhà vật lý và địa chất người Thụy Sĩ Horace Bénédict de Saussure đã phát minh ra ẩm kế đầu tiên sử dụng tóc người để đo độ ẩm.
Lượng hơi nước tối đa có thể được giữ trong một thể tích không khí nhất định (bão hòa) thay đổi theo nhiệt độ; không khí lạnh chứa khối lượng nước trên một đơn vị thể tích ít hơn không khí nóng. Nhiệt độ có thể thay đổi độ ẩm. Hầu hết các thiết bị đo tương ứng với (hoặc được hiệu chuẩn để đọc) độ ẩm tương đối (RH), là lượng nước tương đối với mức tối đa ở một nhiệt độ cụ thể được biểu thị bằng phần trăm.

## Lịch sử
Máy ẩm kế sơ khai đầu tiên được phát minh vào triều đại nhà Thương ở Trung Quốc cổ đại dùng để nghiên cứu thời tiết. Người Trung Quốc đã sử dụng một thanh than, cân trọng lượng khô, rồi so với trọng lượng ẩm của nó sau khi tiếp xúc một thời gian với không khí. Sự chênh lệch về trọng lượng dùng để tính độ ẩm. Cho đến đầu thế kỷ 15, những nhà khoa học ở Châu Âu mới bắt đầu nghiên cứu và thiết kế những dụng cụ ẩm kế cơ học đầu tiên. Vào khoảng năm 1450, nhà toán học người Đức, Hồng Y Nicholas xứ Cusa, đã có ý tưởng thiết kế một thiết bị mà ông gọi là ẩm kế hút ẩm (hygroscopic hygrometer). Thiết bị này sử dụng một chiếc cân với một đầu treo một cuộn len và đầu còn lại treo một viên đá. Chiếc cân sẽ cân bằng khi không khí khô. Khi không khí trở nên ẩm ướt hơn, tức độ ẩm không khí tăng lên; len là vật liệu rỗng xốp, nên dễ dàng hút ẩm trong không khí và khối lượng sẽ tăng lên, làm chiếc cân nghiêng về phía cuộn len. Triết gia người Ý, Leone Battista Alberti, đã đề nghị sử dụng bọt biển thay thế cuộn len, vì bọt biển cũng có tính chất hút ẩm tương tự len. Tuy nhiên, không có bằng chứng chính xác nào chứng minh việc Hồng y Nicholas xứ Cusa đã thực sự làm ra một chiếc ẩm kế cuộn len như ý tưởng của ông. Cho đến năm 1481, nhà khoa học Leonardo de Vinci được ghi nhận là đã ứng dụng ý tưởng này để tạo ra chiếc ẩm kế đầu tiên. Trong gần hai thế kỷ sau đó, thiết kế máy đo độ ẩm không có sự cải tiến nào đáng kể so với loại ẩm kế hút ẩm này.
Đến những năm thập niên 1650, Ferdinand II de Medici, Đại Công tước xứ Toscana, đã sáng chế ra ẩm kế ngưng tụ (condensation hygrometer) đầu tiên. Ẩm kế này bao gồm một ống hình trụ chứa nước đá; hơi ẩm khi gặp bề mặt lạnh của ống nước đá sẽ ngưng tụ thành dạng lỏng và chảy vào ống đong đặt bên dưới. Lượng nước thu được trong ống đong–trong một khoảng thời gian nhất định– cho biết độ ẩm của không khí. Đến năm 1660, Francesco Folli, một nhà khoa học người Ý, đã sáng chế ra loại ẩm kế bằng dải ruy-băng giấy mà ông gọi là "thiết bị hiển thị độ ẩm" (tiếng Ý: mostra umidaria). Folli sử dụng một thanh gỗ dài, với dải ruy-băng giấy được kẹp bởi hai đầu thanh gỗ. Ở giữa thanh gỗ có một thanh đồng dựng thẳng để sợi giấy đi qua, đồng thời liên kết với kim đồng hồ chỉ thị. Dải giấy đóng vai trò là chất hút ẩm; khi độ ẩm trong không khí thay đổi, chiều dài dải ruy-băng giấy cũng thay đổi theo, làm quay kim chỉ thị bằng đồng ở giữa, thể hiện độ ẩm không khí. Cũng cùng khoảng thời gian đó, nhà toán học người Ý Vincenzo Viviani cũng thiết kế một dụng cụ ẩm kế dùng dải ruy-băng giấy tương tự với Folli. Năm 1687, nhà vật lý người Pháp, Guillaume Amontons, thiết kế một dụng cụ ẩm kế bằng ống thủy tinh đứng, dài 1 mét, dưới đáy ống đặt một túi da chứa thủy ngân.
Năm 1755, nhà khoa học thiên tài người Thụy Sĩ, Johann Heinrich Lambert, tạo ra dụng cụ ẩm kế bằng sợi thừng mỏng quấn quanh một thanh kim loại. Khi độ ẩm không khí thay đổi, sợi thừng thay đổi chiều dài và thay đổi độ xoắn; độ xoắn của sợi thừng sẽ làm kim chỉ thị xoay cho biết giá trị độ ẩm. Năm 1769, Lambert công bố tác phẩm nghiên cứu khoa học đầu tiên về ẩm trắc học (hygrometry) và ẩm kế. Lambert không chỉ muốn nghiên cứu định lượng bằng các phép tính toán học về độ ẩm, mà ông còn muốn tìm ra điều kiện mà độ ẩm xảy ra để từ đó có thể dự đoán trước giá trị độ ẩm. Ông định nghĩa về độ ẩm như sau:
Độ ẩm trong không khí là khối lượng, hay nói chính xác hơn là trọng lượng của tất cả vật chất ở thể khí đang lơ lửng trong một thể tích nhất định (ví dụ, trong 1 foot khối không khí).— Johann Heinrich Lambert

Năm 1783 (có tài liệu cho rằng năm 1775), Horace Benedict de Saussure, nhà vật lý người Thụy Sĩ, đã phát minh ra ẩm kế tóc (hair hygrometer) đầu tiên; loại ẩm kế này vẫn được sử dụng đến ngày nay. Ẩm kế của Saussure hoạt động dựa trên tính chất của tóc sẽ thay đổi chiều dài theo độ ẩm tương đối trong không khí. Đến năm 1820, John Frederic Daniell (1790–1845), nhà hóa học người Anh, sáng chế ra ẩm kế điểm sương (dew-point hygrometer) đầu tiên; đến năm 1845 thì hoàn thiện hơn bởi Henri Victor Regnault. Ẩm kế điểm sương do Daniell phát minh sử dụng một tấm kim loại phẳng bóng được làm lạnh dưới điều kiện đẳng áp cho đến khi hơi nước ngưng tụ và đọng trên bề mặt gương kim loại – nhiệt độ đó gọi là điểm sương.

## Các loại ẩm kế kiểu truyền thống

### Ẩm kế loại cuộn giấy–kim loại
Ẩm kế cuộn giấy–kim loại (metal-paper coil hygrometer) rất hữu ích để thể hiện sự thay đổi độ ẩm bằng dụng cụ chỉ thị kim số. Loại ẩm kế này thường thấy ở các thiết bị rẻ tiền và có độ chính xác thấp, với sai số từ 10% trở lên. Ẩm kế cuộn giấy–kim loại có cấu tạo gồm một dải ruy-băng giấy được dán dính với một miếng kim loại dát mỏng; toàn bộ dải giấy–kim loại này xếp thành cuộn hình xoắn ốc. Một đầu của cuộn dây xoắn ốc gắn cố định; đầu còn lại gắn vào kim số chỉ thị. Khi độ ẩm thay đổi, cuộn giấy hình xoắn ốc sẽ uốn cong do sự thay đổi độ dài của giấy khi hấp thu hơi nước. Kim số sẽ hiển thị độ ẩm trên thang đo đồng hồ ẩm kế.

### Ẩm kế tóc

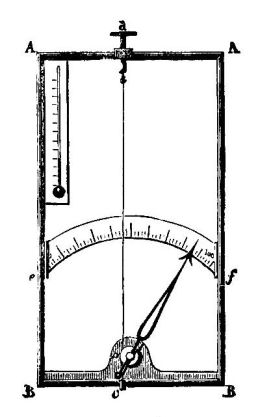
Bản vẽ mô hình ẩm kế tóc thiết kế bởi nhà vật lý Thụy Sĩ Horace Bénédict de Saussure

Ẩm kế tóc (hair hygrometer) là dụng cụ đo độ ẩm sử dụng tóc người hoặc lông động vật dựa vào tính chất thay đổi chiều dài theo độ ẩm trong không khí. Tóc có tính hút ẩm và giữ độ ẩm; độ dài của tóc thay đổi theo độ ẩm và sự thay đổi độ dài có thể được phóng to bằng cơ cấu truyền động và được thể hiện trên mặt kim số hoặc thước đo. Năm 1783, nhà vật lý và nhà địa chất người Thụy Sĩ Horace Bénédict de Saussure đã chế tạo ẩm kế tóc đầu tiên bằng cách sử dụng tóc người. Thiết bị dự báo thời tiết dân gian truyền thống có tên ngôi nhà thời tiết (weather house) được hoạt động dựa trên nguyên tắc của ẩm kế tóc.
Ẩm kế tóc có ưu điểm là thiết kế và nguyên lý hoạt động đơn giản, chi phí thấp, dễ sử dụng, phù hợp trong những điều kiện không quá khắc nghiệt (như độ ẩm quá cao hoặc quá thấp). Một trong những nhược điểm của ẩm kế tóc là độ chính xác không cao do sự thay đổi chiều dài của tóc không tuyến tính với độ ẩm. Khi độ ẩm tăng lên, chiều dài sợi tóc sẽ thay đổi nhiều hơn so với khi độ ẩm giảm đi. Qua thực nghiệm, độ nhạy của sợi tóc khi độ ẩm tăng lên sẽ lớn hơn từ 5% đến 6% so với khi độ ẩm giảm xuống. Ngoài ra, ẩm kế tóc có hiện tượng trễ (hysteresis) và thời gian phản hồi phụ thuộc vào nhiệt độ. Thời gian phản hồi của ẩm kế tóc ở 20 °C là 10 giây và ở –30 °C là 30 giây. Ẩm kế tóc cũng dễ bị ảnh hưởng bởi các tác nhân nhiễm bẩn từ môi trường, như bụi, amonia, dầu. Để khắc phục độ trễ của ẩm kế tóc, tóc được quấn thành cuộn để tóc bị dẹp lại, tạo tiết diện mặt cắt hình elip. Khi đó, tỉ lệ diện tích bề mặt trên một đơn vị thể tích của tóc sẽ tăng lên và giảm hệ số độ trễ, đồng thời tăng tính tuyến tính cho ẩm kế. Nếu tóc được xử lý hóa chất với cồn, diethyl ether, bari sulfide (BaS) hoặc natri sulfide (Na2S) để loại bỏ những chất dầu có trong tóc nhằm tăng độ phản hồi tuyến tính và độ chính xác cho ẩm kế.
Qua thực nghiệm, độ ẩm tương đối (RH) trong khoảng 20%–90% là phù hợp nhất đối với ẩm kế tóc. Cũng giống các thiết bị ẩm kế khác, ẩm kế tóc hoạt động chính xác nhất trong khoảng giữa của thang đo độ ẩm; trong khoảng 40%–60% RH ở nhiệt độ phòng, độ chính xác của ẩm kế tóc là ± 2–3% RH. Ngoài khoảng đó, độ chính xác của ẩm kế tóc giảm dần. Ngoài ra, độ chính xác của ẩm kế tóc còn bị ảnh hưởng vào nhiều yếu tố khác như tính chất các loại tóc/lông khác nhau, sai số do cơ cấu truyền động bên trong ẩm kế, điều kiện môi trường. Ví dụ, ẩm kế tóc không nên đặt ở những vị trí có luồng không khí thay đổi vận tốc liên tục mà nên ở những nơi có vận tốc khí ổn định.

### Ẩm kế khô–ướt

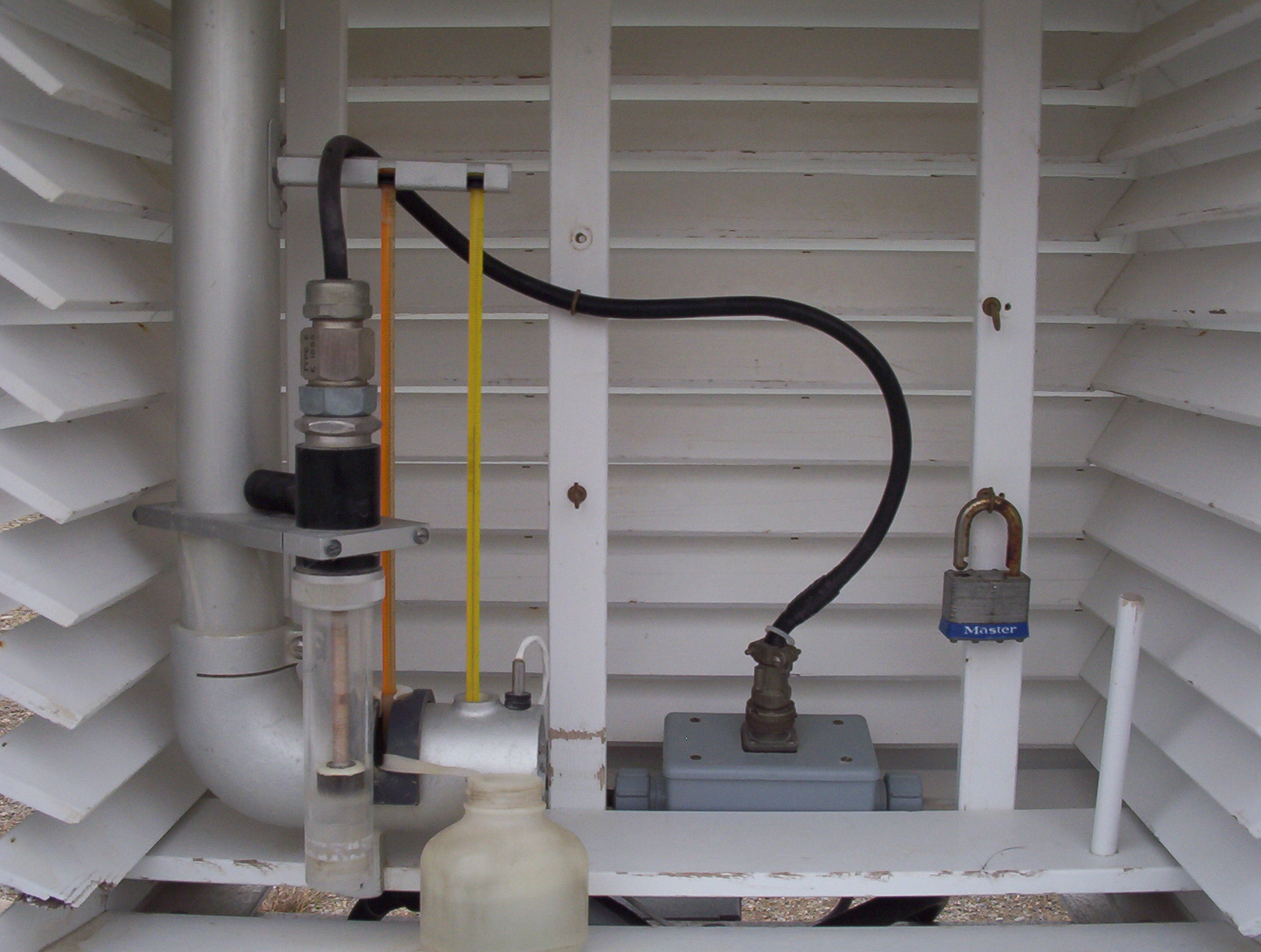
Phần bên trong của khung Stevenson hiển thị một máy đo ẩm kế khô-ướt

Ẩm kế khô–ướt hay còn gọi là ẩm kế bốc hơi ẩm (tiếng Anh: psychrometer) dùng để đo độ ẩm tương đối của không khí. Ẩm kế khô–ướt có thiết kế gồm hai nhiệt kế: nhiệt kế bầu khô (dry-bulb thermometer) và nhiệt kế bầu ướt (wet-bulb thermometer). Trên đầu đo của nhiệt kế bầu ướt có bọc một lớp bông hoặc vải thấm nước để giữ ẩm. Nhiệt kế bầu khô (tk) chỉ nhiệt độ của không khí và nhiệt kế bầu ướt (ta) chỉ nhiệt độ bay hơi của nước ở trạng thái bão hòa. Ở nhiệt độ cao hơn điểm đông của nước, nước bay hơi nhờ ẩn nhiệt hóa hơi, làm giảm nhiệt độ, do đó nhiệt kế bầu ướt sẽ ở nhiệt độ thấp hơn nhiệt kế bầu khô. Khi đó giữa hai đầu đo có chênh lệch nhiệt độ (Δt= tk−ta). Nếu không khí càng khô thì nước bốc hơi càng mạnh, nhiệt độ đầu đo của nhiệt kế ướt càng giảm. Dựa vào chênh lệch nhiệt độ giữa hai đầu nhiệt kế sẽ xác định được độ ẩm tương đối của không khí.

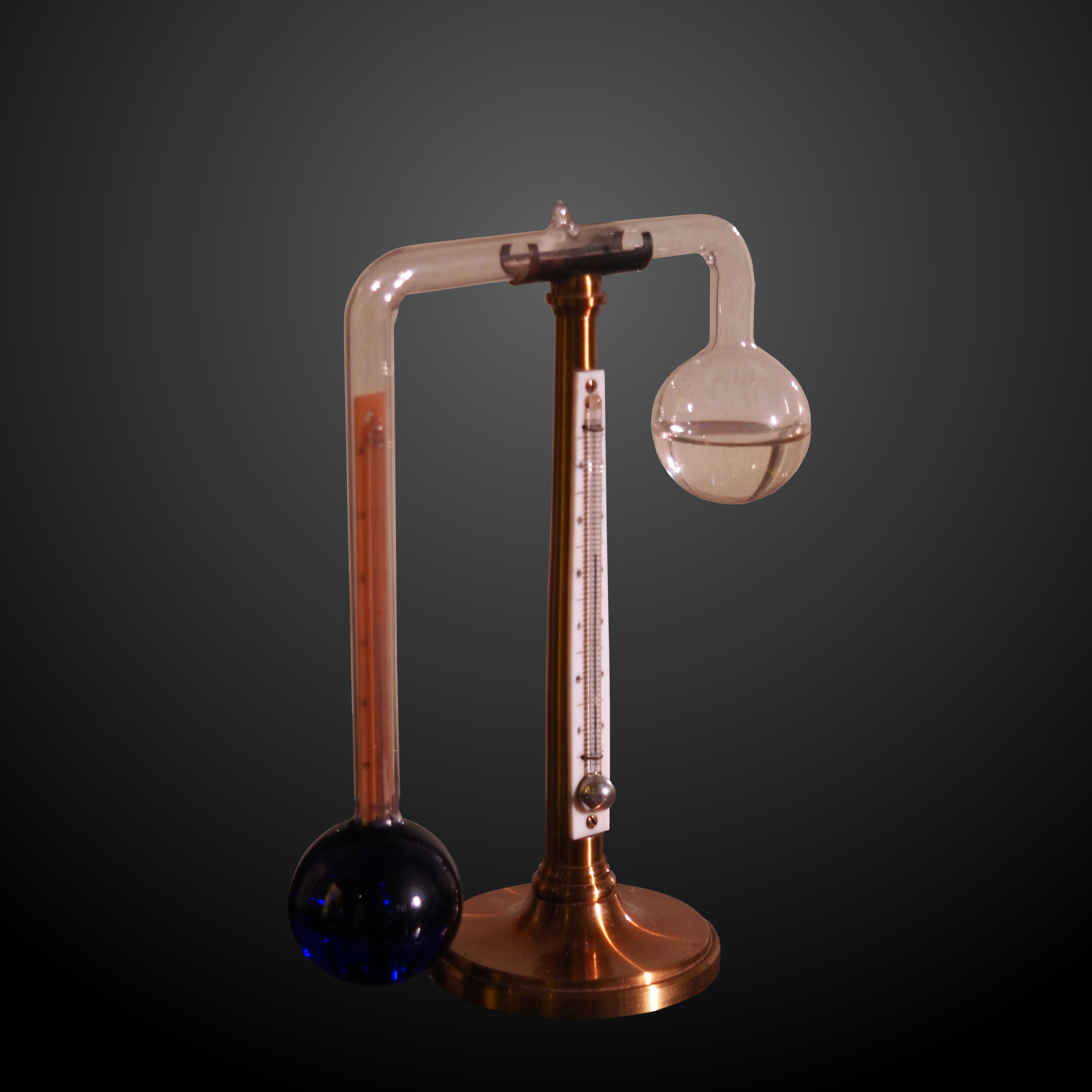
Máy ẩm kế khô–ướt có lẽ được sản xuất tại Thụy Sĩ vào khoảng năm 1850 bởi Kappeller (MHS Geneva)

Độ ẩm tương đối cũng có thể được xác định bằng đồ thị trạng thái của không khí ẩm hay còn gọi là đồ thị độ ẩm (humidity chart hoặc psychrometric chart). Có hai loại đồ thị độ ẩm phổ biến: đồ thị d-t và đồ thị I-d. Đồ thị d-t còn được biết đến với tên là đồ thị Grosvenor (Grosvenor chart) theo tên của hai kỹ sư thiết lập nên đồ thị này đầu tiên. Đồ thị d-t biểu thị mối quan hệ của các đại lượng độ chứa hơi (d), nhiệt độ (t), entanpy không khí ẩm (I), độ ẩm tương đối (RH hoặc φ), thể tích riêng (v), hệ số nhiệt hiện (SHR). Đồ thị I-d thường được nhắc đến trong tiếng Anh là Mollier-Ramzin chart do đặt theo tên của hai kỹ sư Mollier (người Đức) và Ramzin (người Nga) thiết lập nên đồ thị lần đầu tiên. Đồ thị I-d biểu thị mối quan hệ của các đại lượng entanpy (I), độ chứa hơi (d), nhiệt độ (t), độ ẩm tương đối (RH hoặc φ), và áp suất hơi nước riêng phần (ph) của không khí ẩm. Áp suất hơi nước riêng phần trong các mẫu khí là áp suất hơi bão hòa ứng với điểm sương được quan sát và khí trong ẩm kế có cùng áp suất với khí tại thời điểm lấy mẫu.
Ẩm kế khô–ướt thường được sử dụng trong ngành khí tượng học và trong ngành công nghiệp điện lạnh để sạc môi chất lạnh thích hợp cho các hệ thống điều hòa không khí dân dụng và thương mại.

### Ẩm kế quay

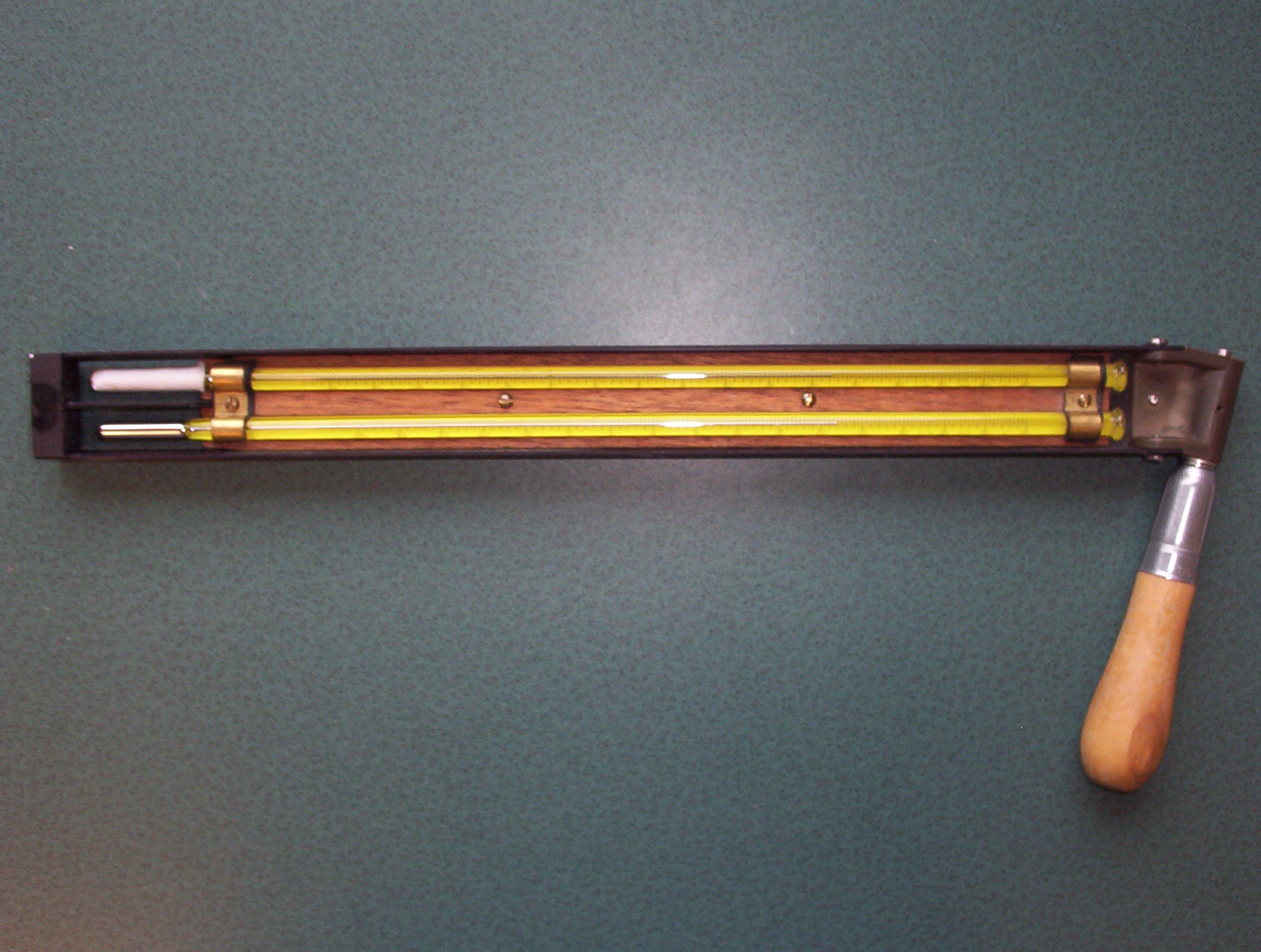
Ẩm kế quay dùng để sử dụng ngoài trời

Ẩm kế quay (sling psychrometer hoặc whirling psychrometer) về cơ bản có cùng nguyên lý hoạt động với ẩm kế khô–ướt. Ẩm kế quay gồm hai nhiệt kế bầu khô (không bọc vải) và bầu ướt (bọc vải) được gắn song song với nhau trong một khung gỗ; một đầu khung gỗ gắn tay cầm. Khi sử dụng, bầu bọc vải được thấm nước, rồi dùng tay cầm quay trong không khí cho đến khi nhiệt độ trên hai nhiệt kế bằng nhau. Theo tiêu chuẩn ASTM E337–15 của Hoa Kỳ, phương pháp đo bằng ẩm kế quay phù hợp trong điều kiện nhiệt độ môi trường từ 5 °C đến 50 °C, nhiệt độ bầu ướt không được dưới 1 °C, và áp suất môi trường chênh lệch với áp suất không khí tiêu chuẩn không quá 30%.

## Các loại ẩm kế hiện đại

### Ẩm kế ngưng tụ
Ẩm kế ngưng tụ, hay còn gọi là ẩm kế gương lạnh, ẩm kế quang, ẩm kế điểm sương gương lạnh (chilled-mirror dew point hygrometer), là một trong những loại ẩm kế chính xác nhất, đáng tin cậy nhất, do đó, thường được sử dụng để định chuẩn. Ẩm kế ngưng tụ hoạt động dựa trên nguyên tắc đo điểm sương. Điểm sương (dew point) là nhiệt độ mà tại đó, hơi nước trong hỗn hợp khí đạt đến trạng thái bão hòa, độ ẩm tương đôi trong không khí đạt đến 100%, hơi nước mất nhiệt ẩn hóa hơi và bắt đầu ngưng tụ.
Nguyên lý hoạt động cơ bản của ẩm kế là sử dụng một gương kim loại bằng đồng phủ kim loại rhodi hoặc vàng có nhiệt độ bề mặt được điều chỉnh chính xác nhờ một thiết bị làm lạnh nhiệt điện (thermo-electric cooler - TEC) hoặc bơm nhiệt Peltier. Tia sáng mạnh chiếu từ nguồn sáng (đèn LED) đập tới gương phản xạ chiếu tới đầu thu là một tế bào quang dẫn (photo-transistor). Mẫu khí cần đo độ ẩm được dẫn qua bề mặt gương và bề mặt gương được làm lạnh dần cho đến khi xuất hiện sự ngưng tụ. Khi lớp sương xuất hiện, ánh sáng bị tán xạ tới đầu thu quang, giảm lượng sáng đo được bởi đầu thu. Do vậy, đầu thu quang dẫn sẽ kích thích bộ điều khiển phát tín hiệu để bơm nhiệt bên dưới gương hoạt động và làm nóng gương. Gương bị nung nóng, lớp sương biến mất và chấm dứt hiện tượng tán xạ ánh sáng, chu kỳ làm lạnh mới lại bắt đầu. Chu kỳ tiếp tục cho đến khi tạo thành trạng thái cân bằng giữa hơi nước và lớp ngưng tụ, khi đó lớp ngưng tụ có độ dày xác định. Để đo nhiệt độ gương, sử dụng cảm biến đo nhiệt độ kiểu điện trở hoặc cặp nhiệt ngẫu. Ẩm kế ngưng tụ có hệ thống ghép quang (optocoupler) bên trên gồm đèn LED và đầu thu quang dẫn dùng để bù trôi. Hệ thống ghép quang dưới mặt gương dùng để đo độ phản xạ của gương. Cảm biến được cân bằng quang nhờ bộ chắn ánh sáng của bộ ghép quang phía trên. Tốc độ làm lạnh bề mặt gương thông thường không được quá 1 °C một phút.
Ẩm kế ngưng tụ được sử dụng phổ biến từ đầu thập kỷ 1960 do lúc đó, thiết bị bơm nhiệt điện và hệ thống đầu thu quang điện đã phát triển mạnh. Trước thập kỷ 1960, ẩm kế ngưng tụ chủ yếu được sử dụng trong các phòng thí nghiệm do việc sử dụng môi chất làm lạnh rất khó kiểm soát nhiệt độ và việc phát hiện hơi nước ngưng tụ chủ yếu bằng mắt thường. Theo Tiêu chuẩn Quốc gia TCVN 12045:2017 (ISO 6327:1981), có hai nhóm phương pháp làm lạnh bề mặt gương: tự động và không tự động. Phương pháp làm lạnh không tự động đòi hỏi sự chú ý liên tục từ người vận hành, như làm lạnh đoạn nhiệt (khí CO2 nén trong bình, được xả lên mặt gương, khí CO2 giãn nở qua vòi phun và hạ nhiệt độ) hoặc dùng ống thổi dung môi bay hơi (etylen oxit – C2H4O). Phương pháp dùng thiết bị tự động bao gồm phương pháp tiếp xúc gián tiếp với chất làm lạnh qua điện trở nhiệt và bơm nhiệt điện (hiệu ứng Peltier). Chất làm lạnh điện trở nhiệt bao gồm khí nitơ lỏng (có thể hạ nhiệt độ lạnh xuống đến −80 °C) hoặc hỗn hợp carbon dioxide rắn–aceton (có thể hạ xuống −50 °C).
Ưu điểm của ẩm kế ngưng tụ là phạm vi đo rộng, có độ chính xác cao và ổn định hơn các loại thiết bị đo độ ẩm khác. Ẩm kế ngưng tụ sử dụng giàn lạnh nhiệt điện (TEC) hai cấp có thể đo nhiệt độ ngưng sương xuống −35 °C; còn ở hệ thống giàn lạnh bốn hoặc năm cấp, ẩm kế ngưng tụ có thể đo điểm sương xuống đến −80 °C. Những thiết bị ẩm kế dành cho phòng thí nghiệm và các ngành công nghiệp đặc biệt có thể đạt độ chính xác ±0,1 °C; còn các ẩm kế ngưng tụ thông dụng có thể đạt độ chính xác ±0,2 °C. Phạm vi đo của ẩm kế ngưng tụ rất rộng, từ −80 °C đến 100 °C, có thể mở rộng tới 180 °C. Ẩm kế ngưng tụ còn có ưu điểm là có thể làm việc trong môi trường ăn mòn, như đo độ ẩm trong khí nhiên liệu.
Nhược điểm của ẩm kế ngưng tụ là cấu tạo phức tạp, giá thành cao hơn những thiết bị cùng loại và việc sử dụng–bảo trì thiết bị khó khăn nên ít được sử dụng đại trà trong công nghiệp, mà chủ yếu được dùng trong phòng thí nghiệm để định chuẩn. Ẩm kế ngưng tụ cần được vệ sinh và hiệu chuẩn thường xuyên bởi nhân viên kỹ thuật chuyên nghiệp, để duy trì các mức độ chính xác cao. Ngoài ra, ẩm kế ngưng tụ rất dễ bị ảnh hưởng bởi tạp chất môi trường. Ngay cả trong môi trường làm việc rất sạch, vẫn có thể xuất hiện những tạp chất bẩn trên bề mặt gương, do vậy tác động đến việc ánh sáng thu nhận bởi đầu đọc và ảnh hưởng đến kết quả đo. Với ẩm kế ngưng tụ, gradient nhiệt độ và sự rò nhiệt cũng ảnh hưởng nhiều đến độ chính xác của đầu cảm biến. Do vậy, người ta sử dụng mạch PACER (Programmable Automatic Contaminant Error Reduction) giúp giảm sai sót do bụi bẩn, cho phép làm lạnh–nung nóng chính xác, vì vậy không cần cắt mạch để lau gương.

### Ẩm kế biến thiên trở kháng
Ẩm kế biến thiên trở kháng là những loại cảm biến mà các phần tử nhạy là các chất hút ẩm. Các loại ẩm kế này hoạt động dựa trên tính chất điện (như điện trở, điện dung) của các cảm biến phụ thuộc vào độ ẩm của môi trường. Khi độ ẩm môi trường thay đổi sẽ làm trở kháng của các cảm biến thay đổi theo (nên gọi là ẩm kế biến thiên trở kháng). Các phần tử nhạy có kích thước nhỏ để giảm thời gian hồi đáp của cảm biến. Các chất hút ẩm có khả năng hút nước phụ thuộc vào độ ẩm tương đối của không khí. Đầu đo độ ẩm có đặc tính điện là hàm số của lượng nước hấp thụ, hàm này phải ổn định theo thời gian, có tính chất thuận nghịch và tuyến tính. Ẩm kế biến thiên trở kháng được chia thành ba nhóm chính: ẩm kế điện trở, ẩm kế tụ điện điện môi polyme, và ẩm kế tụ điện điện môi nhôm oxit Al2O3.

#### Ẩm kế điện trở
Ẩm kế điện trở (resistive hygrometer hoặc hygristor) sử dụng phần đế có kích thước nhỏ (vài mm²) được phủ chất hút ẩm và gắn hai điện cực bằng kim loại không bị ăn mòn và không bị oxy hóa. Giá trị điện trở đo được giữa hai điện cực phụ thuộc vào hàm lượng nước (tỉ số giữa khối lượng nước hấp thụ với khối lượng chất khô) và vào nhiệt độ chất hút ẩm. Hàm lượng nước phụ thuộc vào độ ẩm tương đối của khí và nhiệt độ. Cảm biến của ẩm kế điện trở có thể sử dụng ở dải đo từ 5% đến 95% RH, với sai số ±2–5%. Dải nhiệt độ hoạt động của ẩm kế điện trở từ −10 °C đến 60 °C, thời gian hồi đáp khoảng 10 giây. Ẩm kế điện trở ít bị ảnh hưởng ô nhiễm bởi môi trường đo do đó thường dùng trong các ngành công nghệ.

#### Ẩm kế tụ điện điện môi polyme
Về cơ bản, ẩm kế tụ điện hay còn gọi là ẩm kế điện dung (capacitive hygrometer) hoạt động dựa trên nguyên tắc sử dụng tụ điện để đo độ ẩm của không khí hoặc chất khí. Ẩm kế tụ điện cơ bản gồm hai bản cực tụ điện, giữa hai bản cực của tụ điện là không khí, được xem như chất điện môi. Hằng số điện môi ε và điện dung C tỉ lệ với độ ẩm tương đối H của không khí. Quan hệ giữa độ ẩm và hằng số điện môi được biểu diễn theo công thức:
{\displaystyle \varepsilon =1+{\frac {211}{T}}\left(P+{\frac {48P_{b}h}{T}}H\right)10^{-6}}
Trong đó: T–Nhiệt độ tuyệt đối (°K); P–Áp suất của khí ẩm (mmHg); Pbh–Áp suất hơi bão hòa ở nhiệt độ T (mmHg); H hoặc φ–Độ ẩm tương đối RH (%).
Ẩm kế tụ điện điện môi polyme gồm một màng polyme có độ dày 8–12 μm làm bằng cellulose acetate butrate (CAB) có khả năng hấp thụ hơi nước và chất tạo dẻo làm bằng dimethylphthalate. Kích thước cảm biến màng polymer là 12×12 mm. Lớp polyme được phủ trên điện cực thứ nhất là Tantan (Ta); sau đó phủ tiếp lên polyme một lớp Crom (Cr) (dày từ 10 Å đến 100 Å làm điện cực thứ hai. Lớp Crom gây nên các vết nứt làm tăng khả năng tiếp xúc của lớp này với không khí. Một thiết kế khác của ẩm kế tụ điện polyme là người ta phủ điện cực bằng kim loại vàng (dày khoảng 200 Å) bằng phương pháp phủ chân không (vacuum deposition). Thời gian hồi đáp của tụ điện phụ thuộc vào độ dày của lớp điện môi polyme. Điện dung C của tụ điện tỉ lệ với độ ẩm tương đối H theo công thức sau: 
{\displaystyle C_{a}\approx C_{0}(1+\alpha _{bh}H)}
Trong đó: C0 là điện dung ở độ ẩm tương đối H = 0.
Với cảm biến tụ điện điện môi polyme, dải đo độ ẩm từ 5% đến 100% với sai số 2%. Dải nhiệt độ hoạt động từ −40 °C đến 100 °C, với sai số từ 2–3%. Thời gian hồi đáp khoảng vài giây.

#### Ẩm kế tụ điện điện môi nhôm oxit
Ẩm kế tụ điện điện môi nhôm oxit là tụ điện trong đó Al2O3 là chất điện môi được tạo ra bằng phương pháp Anot hóa với tấm nhôm được sử dụng làm điện cực thứ nhất của tụ. Điện cực thứ hai là một màng kim loại mỏng được tạo thành trên mặt kia của lớp điện môi. Chiều dày lớp Al2O3 nhỏ hơn hoặc bằng 0,3 μm. Sự thay đổi trở kháng của tụ phụ thuộc vào áp suất riêng phần của hơi nước và không phụ thuộc vào nhiệt độ. Quá trình Anot hóa được thực hiện bằng điện phân dung dịch H2SO4 với tấm nhôm làm cực dương (Anot). Oxy hình thành trên nhôm và oxy hóa bề mặt để tạo thành Al2O3. Lớp oxit nhôm có cấu trúc xốp nên tiếp xúc tốt với không khí ẩm. Điện cực thứ hai phủ lên lớp Al2O3 có thể dùng đồng, vàng, platin, Niken–Crom, và nhôm. Cảm biến tụ điện nhôm oxit cho phép đo nhiệt độ điểm sương TS trong phạm vi từ −80 °C đến 70 °C, dải áp suất làm việc từ 0 đến 100 Pa. Thời gian hồi đáp khoảng vài giây. Cảm biến tụ điện nhôm oxit có nhược điểm không sử dụng được trong môi trường chứa chất ăn mòn như natri chloride, lưu huỳnh v.v…

### Ẩm kế nhiệt
Ẩm kế nhiệt (thermal hygrometer) dựa trên nguyên tắc sự thay đổi của độ ẩm sẽ làm thay đổi độ dẫn nhiệt của không khí. Loại ẩm kế này chỉ đo độ ẩm tuyệt đối chứ không phải độ ẩm tương đối. Ẩm kế nhiệt sử dụng cảm biến nhiệt trở để xác định sự thay đổi độ dẫn nhiệt của khí, từ đó xác định độ ẩm tuyệt đối của khí. Ẩm kết nhiệt gồm hai điện trở nhiệt (thermistor) được treo bằng những sợi dây mỏng nhằm tránh thất thoát nhiệt qua sự truyền nhiệt tiếp xúc (dẫn nhiệt) với vỏ hộp thiết bị. Một trong hai điện trở nhiệt tiếp xúc với không khí bên ngoài qua một lỗ thông nhỏ; điện trở nhiệt còn lại được đặt trong buồng kín, tránh tiếp xúc với không khí. Cả hai điện trở nhiệt được nối trong một mạch điện cầu. Khi có dòng điện chạy qua, hai điện trở nhiệt nóng lên, nhiệt độ lên tới 170 °C cao hơn nhiệt độ không khí. Ban đầu, trong điều kiện khí khô, mạch cầu Wheastone thiết lập giá trị tham chiếu là 0. Khi độ ẩm tuyệt đối tăng dần, giá trị điện thế ghi nhận ở cảm biến cũng tăng theo. Khi khối lượng riêng của khí bằng 150 g/m³, giá trị điện thế cảm biến đạt điểm cực đại và giảm dần về bằng 0 khi trọng lượng riêng bằng 345 g/m³. Đối với ẩm kế nhiệt, mẫu khí đo cần giữ tĩnh tại, tránh để luồng khí di chuyển để đạt độ chính xác. Vì luồng khí khi chuyển động đối lưu sẽ làm lạnh và gây sai số cho thiết bị đo.

### Ẩm kế hấp thụ

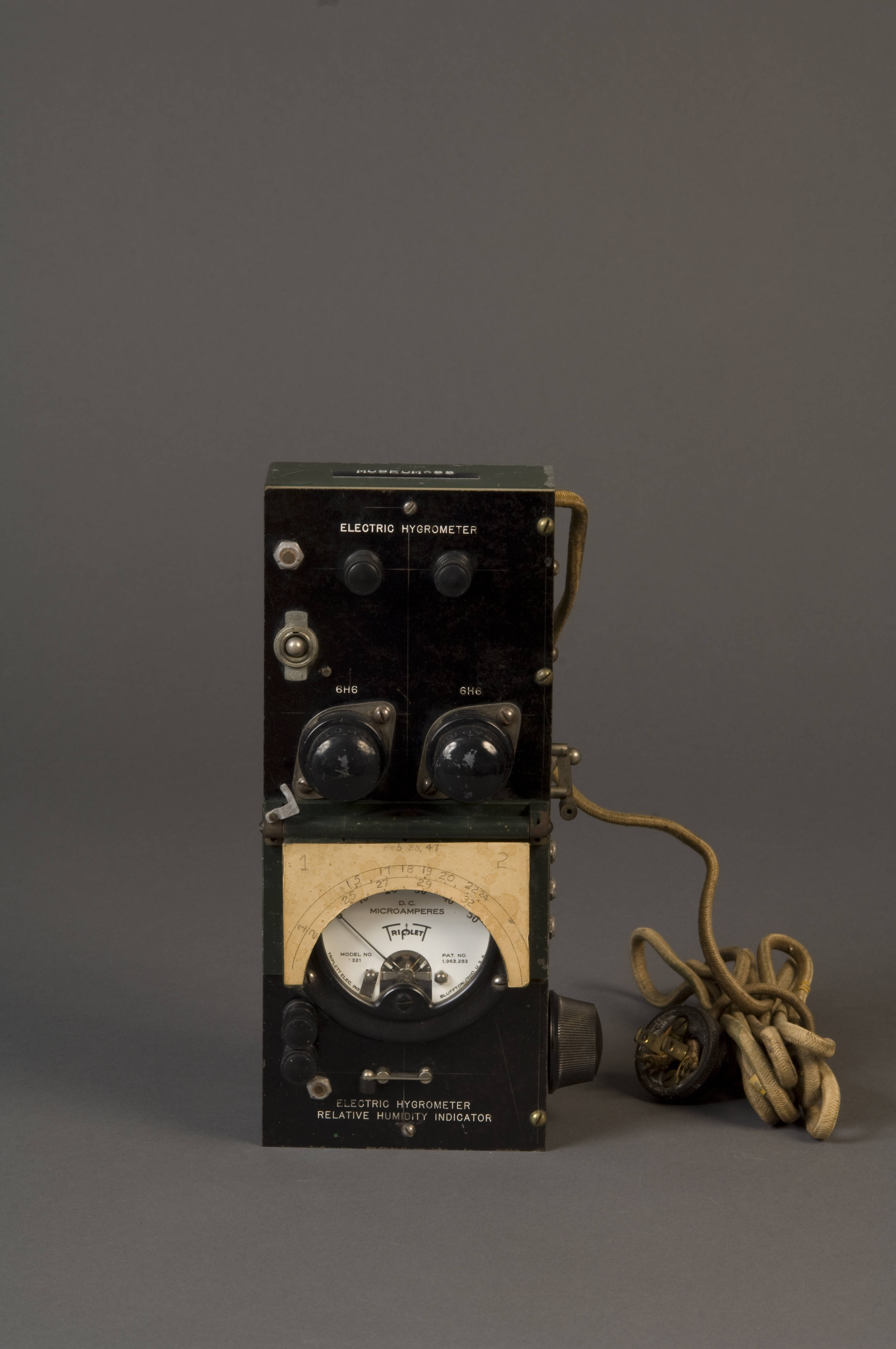
Thiết bị đo độ ẩm sáng chế bởi Francis Dunmore vào năm 1938

Ẩm kế hấp thụ hay còn gọi là ẩm kế điện ly (electrolytic hygrometer) hoạt động dựa trên hiện tượng hấp thụ hơi nước của một số chất như Lithi Chloride (LiCl) hoặc Anhyđrit Photphoric (P2O5). Các chất này có đặc tính khi ở trạng thái khô sẽ có giá trị điện trở rất cao; khi hút ẩm hơi nước từ môi trường xung quanh, điện trở giảm đáng kể. Sự thay đổi điện trở có thể đo bằng mạch điện, từ đó xác định được độ ẩm trong môi trường cần đo. Cảm biến điện ly đo độ ẩm đầu tiên được phát minh bởi kỹ sư người Mỹ Francis W. Dunmore vào năm 1938. Đây là loại ẩm kế điện đầu tiên và duy nhất được sản xuất thương mại cho đến tận thập niên 1970.
Thiết kế của một ẩm kế điện ly sử dụng muối LiCl gồm hai điện cực kim loại được ngăn cách bởi một lớp vải sợi thủy tinh tẩm dung dịch bão hòa muối lithi chloride (dung dịch điện ly). Hai điện cực nối với một nguồn điện xoay chiều. Khi dòng điện chạy qua sẽ làm dung dịch LiCl bị nung nóng, nước trong dung dịch bị bay hơi. Khi nước bay hơi hết, muối kết tinh có điện trở tăng mạnh, dòng điện giữa các điện cực giảm xuống đáng kể. Khi dòng điện bị giảm đi, nhiệt độ ở đầu đo giảm xuống, tinh thể LiCl lại hấp thụ nước, độ ẩm tăng, làm dòng điện tăng. Quá trình tiếp tục lặp lại cho đến khi trạng thái cân bằng giữa muối rắn LiCl và dung dịch được thiết lập. Khi đó, áp suất riêng phần của hơi nước trong mẫu khí tương ứng với áp suất phía trên dung dịch bão hòa LiCl ở cùng nhiệt độ. Trạng thái cân bằng này cũng giúp xác định nhiệt độ điểm sương. Phần tử điều chỉnh của ẩm kế là lithi chloride.
Đối với ẩm kế điện ly sử dụng Anhyđrit Photphoric (P2O5) làm chất hút ẩm, P2O5 khi tiếp xúc với hơi ẩm trong khí sẽ chuyển hóa thành dung dịch điện ly (axit phosphoric H3PO4). Dung dịch axit photphoric được điện phân liên tục và dòng điện được đo bởi cảm biến. Khi mẫu khí cần đo được thổi qua thiết bị đo với lưu lượng ổn định, dòng điện điện phân là một hàm số tuyến tính của nồng độ hơi nước.
Thời gian hồi đáp của ẩm kế điện ly LiCl tương đối lớn, cỡ hàng chục phút. Độ chính xác có thể đạt tới ± 0,2 °C. Phạm vi đo nhiệt độ điểm sương của các chất từ −10 °C đến 60 °C. Cảm biến không được dùng khi áp suất hơi nước nhỏ hơn áp suất hơi bão hòa của LiCl, nghĩa là dưới 11% RH.

### Ẩm kế trọng lực
Ẩm kế trọng lực (gravimetric hygrometer) đo khối lượng của mẫu không khí so với thể tích không khí khô có cùng thể tích. Theo Cục Tiêu chuẩn Quốc gia Hoa Kỳ (NBS), đây là phương pháp xác định độ ẩm trong không khí có độ chính xác rất cao. Ở các quốc gia như Mỹ, Anh, Châu Âu, Nhật Bản, đã phát triển các tiêu chuẩn quốc gia dựa trên loại ẩm kế này. Sự bất tiện của thiết bị này là nó thường chỉ được dùng để hiệu chuẩn các công cụ kém chính xác hơn, được gọi là Tiêu chuẩn chuyển giao (transfer standards).

### Ẩm kế quang học
Ẩm kế quang học (optical hygrometer) hay còn gọi là ẩm kế hấp thụ quang (optical absorption hygrometer) đo sự hấp thụ ánh sáng của nước trong không khí. Ẩm kế hấp thụ quang hoạt động dựa trên hiện tượng hơi nước hấp thụ năng lượng bức xạ ở một dải ánh sáng hẹp, ở trường hợp các loại ẩm kế này là dải ánh sáng tử ngoại. Một bộ phát sáng và một bộ thu nhận ánh sáng được bố trí với một thể tích không khí giữa chúng. Đầu thu ánh sáng sẽ xác định được độ suy giảm của ánh sáng, tương ứng với độ ẩm, theo định luật Beer-Lambert. Ẩm kế quang học có thể chia thành các loại sau: ẩm kế Lyman-alpha (sử dụng ánh sáng Lyman-alpha phát ra từ hydro), ẩm kế krypton (sử dụng ánh sáng có bước sóng 123,58 nm do Krypton phát ra) và ẩm kế hấp thụ vi sai (sử dụng ánh sáng phát ra từ hai bước sóng khác nhau, một bước sóng bị hấp thụ bởi độ ẩm và bước sóng còn lại thì không bị hấp thụ). Thời gian hồi đáp của ẩm kế quang chỉ trong vòng vài mili giây (ms); phạm vi đo từ −80 °C đến 40 °C.

## Ứng dụng
Ngoài nhà kính và trong các ngành công nghiệp, ẩm kế có nhiều ứng dụng như máy ấp trứng, phòng xông hơi, hộp giữ ẩm và bảo tàng. Ẩm kế cũng được dùng trong việc chăm sóc các nhạc cụ bằng gỗ như piano, guitar, violin và đàn hạc, vì những nhạc cụ này có thể bị hỏng do điều kiện độ ẩm không phù hợp. Máy đo độ ẩm đóng vai trò lớn trong việc chữa cháy vì độ ẩm tương đối càng thấp, nhiên liệu có thể cháy dữ dội hơn. Trong môi trường dân cư, ẩm kế được sử dụng để hỗ trợ kiểm soát độ ẩm (độ ẩm quá thấp có thể làm hỏng da và cơ thể con người, trong khi độ ẩm quá cao tạo điều kiện cho nấm mốc và mạt bụi nhà phát triển). Máy đo độ ẩm cũng được sử dụng trong ngành sơn vì sơn và các chất phủ khác có thể rất nhạy cảm với độ ẩm và điểm sương.

## Khó khăn về độ chính xác
Đo độ ẩm là một trong những vấn đề khó khăn trong ngành kỹ thuật đo lường. Theo Hướng dẫn của Tổ chức Khí tượng Thế giới (WMO), "Độ chính xác có thể đạt được [để xác định độ ẩm] được liệt kê trong bảng đề cập đến các dụng cụ chất lượng tốt được vận hành và bảo trì tốt. Trong thực tế, những điều này không dễ đạt được." Hai nhiệt kế có thể được so sánh bằng cách ngâm cả hai trong một bình nước cách nhiệt (hoặc cồn nếu muốn nhiệt độ dưới điểm đóng băng của nước) và khuấy mạnh để giảm thiểu sự thay đổi nhiệt độ. Một nhiệt kế thủy tinh (liquid-in-glass thermometer) chất lượng cao nếu được sử dụng và giữ gìn cẩn thận sẽ hoạt động ổn định trong vài năm. Máy đo độ ẩm phải được hiệu chuẩn trong không khí, đây là môi trường truyền nhiệt kém hiệu quả hơn nhiều so với nước và nhiều loại có thể bị sai lệch vì vậy cần phải hiệu chuẩn lại thường xuyên. Một khó khăn nữa là hầu hết các máy ẩm kế chỉ đo độ ẩm tương đối thay vì độ ẩm tuyệt đối, nhưng độ ẩm tương đối là một hàm số của cả nhiệt độ và độ ẩm tuyệt đối, do đó, sự thay đổi nhiệt độ nhỏ trong không khí trong buồng thử nghiệm sẽ ảnh hưởng đến sự thay đổi độ ẩm tương đối.
Trong môi trường lạnh và ẩm, sự thăng hoa của băng (nước đá) có thể xảy ra trên đầu cảm biến, cho dù cảm biến đó là tóc, điểm sương, gương, phần tử cảm biến điện dung hay nhiệt kế bầu khô của ẩm kế khô-ướt. Băng trên đầu dò khớp với độ ẩm bão hòa đối với băng ở nhiệt độ đó, tức là điểm sương. Tuy nhiên, một máy đo độ ẩm thông thường không thể đo chính xác dưới điểm sương, và cách duy nhất để giải quyết vấn đề cơ bản này là sử dụng đầu dò độ ẩm được làm nóng.

## Tiêu chuẩn hiệu chuẩn

### Hiệu chuẩn ẩm kế khô-ướt
Hiệu chuẩn chính xác của nhiệt kế được sử dụng là cơ bản để xác định độ ẩm chính xác bằng phương pháp khô-ướt. Các nhiệt kế phải được bảo vệ khỏi nhiệt bức xạ và phải có một luồng không khí đủ cao trên bóng đèn ướt để có kết quả chính xác nhất. Một trong những loại máy đo độ ẩm bóng đèn khô chính xác nhất được phát minh vào cuối thế kỷ 19 bởi Adolph Richard Aßmann (1845–1918); thường được gọi là Ẩm kế Assmann. Trong thiết bị này, mỗi nhiệt kế được treo trong một ống kim loại đánh bóng thẳng đứng và ống đó lần lượt được treo trong ống kim loại thứ hai có đường kính lớn hơn một chút; những ống đôi này dùng để cách ly nhiệt kế khỏi nguồn nhiệt bức xạ. Không khí được hút qua các ống bằng quạt được điều khiển bởi cơ chế đồng hồ để đảm bảo tốc độ phù hợp (một số phiên bản hiện đại sử dụng quạt điện có điều khiển tốc độ điện tử). Theo Middleton, năm 1966, "một điểm cốt yếu là không khí được hút giữa các ống đồng tâm, cũng như qua ống bên trong".
Để đo được sự giảm nhiệt độ tối đa về mặt lý thuyết của nhiệt độ bầu ướt là rất khó khăn, đặc biệt là ở độ ẩm tương đối thấp. Một nghiên cứu của Úc vào cuối những năm 1990 đã phát hiện ra rằng nhiệt kế bầu ướt ấm hơn so với lý thuyết dự đoán, ngay cả khi đã thực hiện các biện pháp ngăn chặn đáng kể; những điều này có thể dẫn đến kết quả đọc giá trị RH cao hơn từ 2 đến 5%.
Một giải pháp đôi khi được sử dụng để đo độ ẩm chính xác khi nhiệt độ không khí dưới điểm đông là sử dụng lò sưởi điện được kiểm soát nhiệt độ để tăng nhiệt độ của không khí bên ngoài lên trên điểm đông. Trong cách sắp xếp này, một chiếc quạt hút không khí bên ngoài qua (1) nhiệt kế để đo nhiệt độ bầu khô xung quanh, (2) phần tử gia nhiệt, (3) nhiệt kế thứ hai để đo nhiệt độ bầu khô của không khí nóng, sau đó cuối cùng (4) một nhiệt kế bầu ướt. Theo Hướng dẫn của Tổ chức Khí tượng Thế giới, "Nguyên tắc của ẩm kế được làm nóng là hàm lượng hơi nước của một khối không khí không thay đổi nếu được nung nóng. Đặc tính này có thể được dùng cho ẩm kế khô-ướt bằng cách tránh việc phải duy trì một bầu nhiệt trong điều kiện dưới điểm đông."
Do độ ẩm của không khí xung quanh được tính gián tiếp từ ba phép đo nhiệt độ, nên trong hiệu chuẩn nhiệt kế chính xác của thiết bị như vậy thậm chí còn quan trọng hơn so với cách sắp xếp hai bầu nhiệt độ.

### Hiệu chuẩn muối bão hòa
Các nhà nghiên cứu khác nhau đã nghĩ ra việc sử dụng các dung dịch muối bão hòa để hiệu chuẩn ẩm kế. Hỗn hợp của một số muối và nước cất có đặc tính là chúng duy trì độ ẩm gần như không đổi trong một thùng chứa kín. Bể chứa muối bão hòa (Natri chloride) khi đạt ổn định sẽ có độ ẩm khoảng 75%. Các muối khác có mức độ ẩm cân bằng khác: Lithi chloride ~ 11%; Magiê chloride ~ 33%; Kali cacbonat ~ 43%; Kali sulfat ~ 97%. Các dung dịch muối có nhược điểm là độ ẩm sẽ thay đổi theo nhiệt độ và mất nhiều thời gian để đạt đến trạng thái cân bằng. Nhưng với ưu điểm dễ sử dụng, những dung dịch muối được dùng trong các ứng dụng có độ chính xác thấp, chẳng hạn như kiểm tra độ ẩm cơ học và điện tử.